# 手紙をかくよ
『手紙をかくよ』（てがみをかくよ）は、日本のロックバンド、JUDY AND MARYの17枚目のシングル。

## 解説
- 1998年11月11日にエピックレコーズよりリリースされた。
- NTTドコモ・PHSのTVCMソング。
- アルバム『POP LIFE』から「イロトリドリ ノ セカイ」に続く2曲目のシングルカット。
- この曲を最後に一年間活動休止。
- このシングルはビデオシングルも発売されている（後述）。

## 収録曲
1. 手紙をかくよ (4:06)
（作曲：TAKUYA　編曲：JUDY AND MARY）
2. 帰れない2人 (アフリカン　カジュアル　ヴァージョン) (5:40)
（作曲：恩田快人　編曲：TAKUYA）
数少ないアルバム未収録バージョン。このシングルでしか聴けない。
3. 手紙をかくよ (Backing Track) (4:05)
（作曲：TAKUYA　編曲：JUDY AND MARY）

全作詞：YUKI

## 収録アルバム
- POP LIFE (#1)
- The Great Escape -COMPLETE BEST- (#1)

## 映像作品

### 解説
- PV2本を収録したビデオシングル。表記などわずかな違いを除けば、CDシングルとジャケットは同じである。VHSのみでの発売であり、DVDなどで再発売はされていない。同名のCDシングルと同時発売であり、収録曲も今回は同じである。

### 収録曲
1. 手紙をかくよ
2. 帰れない2人 (アフリカン カジュアル ヴァージョン)
  - この曲はリミックスヴァージョンなのだが、本来のオリジナルヴァージョンにはPVが存在せず、このヴァージョンのみPVが存在する。